# Elatostema stenophyllum
Elatostema stenophyllum es una especie de planta del género Elatostema, perteneciente a la familia Urticaceae.

## Taxonomía
Elatostema stenophyllum fue descrita por Elmer Drew Merrill en 1914.

## Distribución
Se encuentra en el territorio de las islas Marianas.